# Andreas Hägele
Andreas Hägele (* 30. Oktober 1960 in Esslingen am Neckar; † 6. Juli 2018 ebenda) war ein deutscher Fußballspieler und -trainer.

## Sportlicher Werdegang
Andreas Hägele begann das Fußballspielen beim TSV Wäldenbronn-Esslingen und wechselte anschließend in die Jugend der Stuttgarter Kickers. Dort wurde er Deutscher A-Jugendmeister der Saison 1978/79. Seine Mitspieler waren unter anderem Joachim Müller, Peter Schulz, Zvonko Kurbos, Wolfgang Dienelt und der spätere Weltmeister Guido Buchwald.
In den darauffolgenden Jahren spielte er, unter anderem mit seinem Bruder Martin in der Amateurmannschaft der Stuttgarter Kickers. Am 11. Mai 1985 gab er beim 3:0-Heimsieg der Kickers gegen den FC St. Pauli sein Debüt in der Profimannschaft. Nach zwei Spielzeiten in der ersten Mannschaft wechselte Hägele zum 1. FSV Mainz 05 in die Oberliga Südwest und war danach noch für seinen Heimatverein den TSV Wäldenbronn-Esslingen aktiv.
Nach seiner Laufbahn als Spieler folgten weitere Stationen als Trainer für diverse Amateurmannschaften im Großraum Stuttgart.
Hägele starb 57-jährig an einer Lungenkrebserkrankung. Er hinterließ einen Sohn.